# 胜利路街道 (合肥市)
胜利路街道，是中华人民共和国安徽省合肥市瑶海区下辖的一个乡镇级行政单位。

## 行政区划
胜利路街道下辖以下地区：
凤凰桥社区、滁洲路社区和大窑湾社区。